# 达果乡
达果乡，是中华人民共和国西藏自治区那曲市尼玛县下辖的一个乡镇级行政单位。

## 行政区划
达果乡下辖以下地区：
鲁玛俄布社区、多玛村和洁热村。